# Hermanas de la Compañía de María
Las Hermanas de la Compañía de María o Compañía de María para la Educación de las Sordomudas, (en Latín Societas Mariae pro Educatione Surdorum et Mutorum) es en la actualidad un instituto religioso femenino  de derecho pontificio: las componentes de esta congregación posponen a su nombre las siglas S.C.M.

## Historia breve
El origen del instituto data de 1840 cuando en Verona el sacerdote italiano Antonio Provolo (1801-1842) con la aprobación verbal del obispo de Verona Pietro Aurelio Mutti: dedicado a la formación de la juventud del 1830, el padre Provolo decidió que se dedicara exclusivamente a la educación de los sordomudos usando, primero en Italia, el método oral además del mímico-gestual.
Al fallecimiento prematuro del fundador le sucedió en la rama femenina  Fortunata Gresner, si bien seguían dependiendo de la rama masculina y no sería hasta 1950 en que se realizara la separación efectiva de las ramas masculina y femenina de la congregación, recibiendo esta última la aprobación definitiva de la Santa Sede el 1-1-1984. La Compañía de María para educación de las sordomudas la componían en 1990, 110 religiosas y 9 casas en Italia, 3 en Argentina y 1 en Paraguay.

## Actividades y difusión
Las religiosas de la Compañía se dedican a la asistencia y educación de sordomudas.
La sede generalicia se encuentra en Verona.